# Ariella Arida
Ariella Hernández Arida, detta Ara (Alaminos, 20 novembre 1988), è una modella e conduttrice televisiva filippina incoronata Miss Filippine 2013.

## Biografia
Nasce ad Alaminos, nella provincia di Laguna, figlia degli insegnanti Estella Hernandez ed Arlesito Arida. Studia quindi chimica presso l'Università delle Filippine Los Baños.
Dopo aver svolto la carriera di modella partecipa a Miss Terra Filippine 2012, non riuscendo però ad accedere alla fase finale.
Il 14 aprile 2013, presso lo Smart Araneta Coliseum, partecipa a Binibining Pilipinas 2013 venendo incoronata Miss Universo Filippine dalla vincitrice uscente nonché seconda classificata a Miss Universo 2012 Janine Tugonon, oltre a ricevere il premio speciale Best in Swimsuit.
Il 9 novembre 2013 vola al Crocus City Hall di Mosca per rappresentare le Filippine a Miss Universo 2013, dove vince un posto nelle semifinali grazie al voto del pubblico ed infine conquista un quarto posto. Si tratta del quarto anno consecutivo in cui il paese asiatico riesce a piazzare una candidata nella Top 5 del concorso. La Arida è inoltre l'unica rappresentante asiatica a classificarsi alle finali di questa edizione.
Dopo la sua partecipazione a Miss Universo entra nel mondo della televisione, svolgendo dapprima il ruolo di valletta nel celebre programma televisivo a premi Kapamilya, Deal or No Deal. L'avventura ad ABS-CBN, tuttavia, termina quasi subito ed agli inizi del 2016 la Arida sigla un contratto con la rete GMA Network. A partire da maggio dello stesso anno viene quindi scelta come co-conduttrice del varietà Wowowin.